# 画期的治療薬
画期的治療薬（英: Breakthrough therapy）は、アメリカ合衆国の2012年7月9日の法律FDA安全及びイノベーション法の902項を根拠として整備された、アメリカ食品医薬品局 (FDA)  の医薬品開発迅速化制度のことである。この「画期的」（Breakthrough）とは、臨床試験において特定の疾患に対する顕著な治療効果が確認できたというわけではなく、重篤あるいは致命的な病気のために、既存の治療選択肢よりも治療上の利益が大きいことを示す予備試験の臨床試験がある場合に、FDAは優先審査認めるということである。
FDAには有望な医薬品の審査および承認プロセスを迅速化するためのメカニズムを他にも有しており、これにはファスト・トラック指定、迅速承認、および優先審査が含まれる。

## 要件
画期的治療薬の指定は、薬剤が「単独または他の薬剤と組み合わせて、重篤または生命を脅かす病気や状態を治療することを目的としている」ときに付与される。また、初期の臨床試験の結果から、臨床的に重要なエンドポイント（例えば、早期の臨床開発で観察される著しい治療効果）において既存の治療法よりも大幅な改善を示す可能性がある場合に付与される。
申請は、医薬品評価研究センター（CDER）と生物製品評価研究センター（CBER）によって審査される。CDERは年間約100件の画期的治療薬指定の申請を受けており、その約3分の1が承認されている。CBERは年間15～30件の申請を受けている。
画期的治療薬指定申請は、通常、第II相臨床試験終了前に、IND申請（新薬臨床試験開始申請）の修正として提出される。